# Methioeme brevipennis
Methioeme brevipennis är en skalbaggsart som beskrevs av Dmytro Zajciw 1963. Methioeme brevipennis ingår i släktet Methioeme och familjen långhorningar. Inga underarter finns listade i Catalogue of Life.